# Baptykostalizm
Baptykostalizm, Ruch baptykostalny (ang. Bapticostal movement) – jest ruchem reprezentowanym przez niektóre Kościoły baptystyczne, przyjmujące do swej teologii elementy zielonoświątkowe. Przymiotnik baptykostalny jest kontaminacją słów baptyzm i pentekostalny. Cechy charakterystyczne zborów baptykostalnych to m.in. spontaniczne uwielbienie (na wzór nabożeństw zielonoświątkowych), któremu towarzyszy głośna muzyka CCM, unoszenie rąk do góry i przeżycia charyzmatyczne. Część uwielbieniową prowadzi zazwyczaj lider uwielbienia. Przede wszystkim jednak, baptykostaliści podkreślają doświadczenie tzw. chrztu w Duchu Świętym oraz manifestacji darów duchowych i duchowego namaszczenia w postaci mówienia nieznanymi językami, obdarzenia słowem mądrości lub proroctwa. Baptykostalizm jest nierzadko potępiany przez ortodoksyjne Kościoły baptystyczne, wierne klasycznej teologii i tradycyjnemu stylowi nabożeństwa.

## Występowanie
Ilość baptykostalnych postaw w kościołach baptystycznych w kontekście ogólnoświatowym jest nieznana. W niektórych uniach i konwencjach (np. Wschodnia Europa) jest to słabo rozpowszechniony ruch, a w innych (Australia, Francja) jest to powszechne zjawisko. W USA badania były prowadzone pod kątem Południowej Konwencji Baptystycznej, w której 5% kościołów jest o charakterze baptykostalnym i ta liczba ciągle wzrasta. 